# Distrito de Eden
Eden es un distrito no metropolitano del condado de Cumbria (Inglaterra). Fue constituido el 1 de abril de 1974 bajo la Ley de Gobierno Local de 1972 como una fusión del antiguo municipio de Appleby, el distrito urbano de Penrith, parte del también distrito urbano de Lakes, y los distritos rurales de Alston with Garrigill, North Westmorland y Penrith.

## Geografía
Según la Oficina Nacional de Estadística británica, Eden tiene una superficie de 2142,35 km².

## Demografía
Según el censo de 2001, Eden tenía 49 777 habitantes (49,21% varones, 50,79% mujeres) y una densidad de población de 23,23 hab/km². El 18,15% eran menores de 16 años, el 73,46% tenían entre 16 y 74, y el 8,39% eran mayores de 74. La media de edad era de 41,6 años. 
Según su grupo étnico, el 99,57% de los habitantes eran blancos, el 0,18% mestizos, el 0,08% asiáticos, el 0,03% negros, el 0,1% chinos, y el 0,03% de cualquier otro. La mayor parte (98%) eran originarios del Reino Unido. El resto de países europeos englobaban al 0,9% de la población, mientras que el 0,25% había nacido en África, el 0,39% en Asia, el 0,21% en América del Norte, el 0,03% en América del Sur, el 0,2% en Oceanía, y el 0,01% en cualquier otro lugar. El cristianismo era profesado por el 81,35%, el budismo por el 0,16%, el hinduismo por el 0,01%, el judaísmo por el 0,03%, el islam por el 0,07%, el sijismo por el 0,01%, y cualquier otra religión por el 0,18%. El 11,44% no eran religiosos y el 6,75% no marcaron ninguna opción en el censo.
El 37,64% de los habitantes estaban solteros, el 47,68% casados, el 1,39% separados, el 5,85% divorciados y el 7,43% viudos. Había 21 143 hogares con residentes, de los cuales el 28,06% estaban habitados por una sola persona, el 7,16% por padres solteros con o sin hijos dependientes, el 63,08% por parejas (55,16% casadas, 7,92% sin casar) con o sin hijos dependientes, y el 1,7% por múltiples personas. Además, había 775 hogares sin ocupar y 1451 eran alojamientos vacacionales o segundas residencias.

## Parroquias civiles
- Cliburn